# Пресвитерия
Пресвите́рия (пресвитериум, пресвитерий; лат. presbyterium, от др.-греч. πρεσβυτέριον — «собрание старейшин») — корпорация или совет пресвитеров, выполнявший в ранней Церкви роль коллегиального органа управления поместной церковью (также греч. πρεςβύτεριον, συνεδρον του πρεςβυτερίον, лат. senatus ecclesiae, senatus Christi, consiliarii episcopi, consilium ecclesiae).
На Западе без пресвитерии епископ не постановлял ничего, относящегося к церковной дисциплине.
В отсутствие епископа, а также по его смерти или по удалении его с кафедры до назначения ему преемника пресвитерия исполняля его обязанности (кроме рукоположения других пресвитеров). В Средние века на Западе пресвитерия была заменена капитулом.